# Bender (postać fikcyjna)
Bender Bending Rodriguez (Bending Unit 22, zbudowany w 2998 r. w Tijuanie, Meksyk) – fikcyjny świadomy robot będący jednym z bohaterów serii filmów animowanych Futurama autorstwa Matta Groeninga. W wersji anglojęzycznej postaci udzielał głosu aktor John DiMaggio.
Bender jest komicznym antybohaterem, opisanym przez Turangę Leelę jako „uzależniony od alkoholu, trudniący się sutenerstwem, nałogowo palący hazardzista”, co stosunkowo wiernie oddaje jego cechy charakteru. Bender notorycznie przeklina, kradnie, wdaje się w bójki, pali cygara (aby wyglądać modnie), niemal bez przerwy pije alkohol (który, w świecie Futuramy, jest podstawowym paliwem robotów), czytuje robocią pornografię (schematy obwodów elektronicznych) oraz stale domaga się uwagi i pochwał ze strony swoich współtowarzyszy.

## Historia postaci
Bender jest produktem Mom's Friendly Robot Company, wyprodukowanym w fabryce w Tijuanie ok. roku 2998 jako Jednostka Zginająca 22 (ang. Bending Unit 22) o numerze seryjnym 2716057, numer obudowy 1729. Jego przeznaczeniem było zginanie stalowych elementów nośnych. W kilka lat po produkcji, po utracie wiary w sens życia, Bender spotyka Frya, jednego z pozostałych bohaterów serialu, gdy obaj czekają w kolejce do publicznej maszyny do samobójstw (suicide booth) w Nowym Jorku, którą Fry omyłkowo wziął za budkę telefoniczną.
Na skutek nieudolnych działań Frya próba samobójcza Bendera nie dochodzi do skutku, a bohaterowie zawierają bliższą znajomość, by potem znaleźć pracę w Planet Express – firmie dostawczej, wokół której rozwija się późniejsza fabuła serialu.

## Platforma sprzętowa
W serialu występuje bardzo wiele humorystycznych niespójności co do platformy sprzętowej Bendera. Główny procesor robota to MOS 6502, wyjątkowo prymitywny jak na takie zastosowanie układ 8-bitowy. Podstawowym paliwem jest dla niego alkohol etylowy – a gdy przestaje go regularnie spożywać, okazuje charakterystyczne dla ludzi objawy upojenia alkoholowego. W innych odcinkach mowa jest jednak także o zasilaniu z wewnętrznego reaktora atomowego.
W różnych odcinkach Bender składa się w 30% z żelaza, w 40% z cynku, w 40% z tytanu, i 40% dolomitu, domieszkowanych osmem i niklem – co całkowicie daje przynajmniej 150,04%. Wynik ten jest prawdopodobnie spowodowany przez fakt, że nie jest on dobrym kalkulatorem, co jest ujawnione w jednym z odcinków. Waga robota to 238 kg.
Kończyny Bendera mogą się w niemal nieograniczony sposób wyciągać, a także funkcjonować odłączone od reszty ciała (ta druga cecha odnosi się także do głowy i oczu). Bending Unit wyposażony jest w schowek na klatce piersiowej, którego pojemność w wielu sytuacjach wydaje się być nieograniczona, a w którym przechowuje między innymi ukradzione przedmioty.
Bender wyposażony jest również w antenę na czubku głowy. Długość tej anteny jest u robotów drażliwym tematem.
Osobowość Bendera umieszczona jest najwyraźniej na dyskietce, po wyjęciu której przechodzi on w tryb bezwolnego robota fabrycznego. Pod wpływem pól magnetycznych przestają funkcjonować obwody inhibicyjne robota i zaczyna on wykonywać różne wstydliwe dla niego działania, takie jak na przykład śpiewanie piosenek country.